# College van Beroep voor het Hoger Onderwijs
Het College van Beroep voor het Hoger Onderwijs (CBHO) was een bestuursrechtelijk college in Nederland dat oordeelde over geschillen tussen studenten en onderwijsinstellingen. Het CBHO werd gevormd door twaalf rechters. Het CBHO was ter vergelijking met andere Nederlandse rechtscolleges relatief klein. Het CBHO zetelde in Den Haag.

## Opheffing
Het CBHO werd op 1 januari 2023 opgeheven. De voornaamste reden hiervoor was het streven naar een uniforme en efficiënte geschillenbeslechting voor zowel het middelbaar beroepsonderwijs als het hoger onderwijs. Voorheen moesten ho-studenten voor hun geschillen terecht bij het CBHO, terwijl mbo-studenten aangewezen waren op de civiele rechter. Daarnaast was het CBHO, als kleine organisatie, in beheersmatig opzicht kwetsbaar. Het functioneren van het CBHO zou beter gewaarborgd zijn wanneer de ondersteuning van het CBHO zou zijn ingebed in een grotere organisatie.